# NGC 4027
NGC 4027 és una galàxia espiral barrada situada a aproximadament 68 milions d'anys llum a la constel·lació del Corb. També és una galàxia peculiar, ja que un dels seus braços espirals se separa més que l'altre. això és probablement degut a una col·lisió galàctica en el passat de NGC 4027.

## Informació del grup de galàxies
NGC 4027 és part del grup NGC 4038, un grup de galàxies que també conté les galàxies de l'Antena.